# وادیم گلونا
وادیم گلونا ((به آلمانی: Vadim Glowna)؛ ۲۶ سپتامبر ۱۹۴۱ – ۲۴ ژانویهٔ ۲۰۱۲) بازیگر، کارگردان و فیلم‌نامه‌نویس اهل آلمان بود. وی بین سال‌های ۱۹۶۴ تا ۲۰۱۲ میلادی فعالیت می‌کرد.
از فیلم‌ها یا برنامه‌های تلویزیونی که وی در آن نقش داشته است، می‌توان به ریش‌آبی، هر کجا که باشی، صلیب آهنین، بینوایان، ۴ دقیقه، سالی از خورشید خاموش، وراثت اشاره کرد. فیلم او شهر دسپرادو برنده دوربین طلایی از جشنواره فیلم کن شده است. 